# Бен Ганн (группа)
Бен Ганн (Ben Gann) — российская инди-группа.
В 1997 году Михаил Потапенко создал группу «Бен Ганн». В 2008 году группа переехала из Магнитогорска в Москву.
В 2008 году «Бен Ганн» были в четырёх номинациях премии RAMP. В 2010 году группа начала запись нового альбома на студии «Правда Records», которая продлилась год и закончилась в 2011 году. Альбом получил название «Who is Бах?».

## Состав
- Потапенко Михаил — вокал, гитара, автор, аранжировки.
- Котяшов Вадим — барабаны, перкуссия, тарелки.
- Тишкин Вадим — бас-гитара.
- Андрей Носков — гитара, бэк-вокал, доп.вокал.

## Дискография

### Студийные альбомы
- 2,5 ру.бля (2003)
- Свадьба (2003)
- Я Понял (2005)
- Просто бизнес (2007)
- Who is Бах? (2011)

### Концертные альбомы
- Лайв ин Буратино (2005)

### Синглы
- «Не надо парить»
- «Просто бизнес»
- «Чужое горе»